# Kiril Sosunov
Kiril Olegovitj Sosunov (ryska: Кирилл Олегович Сосунов), född den 1 november 1975 i Rjazan, Ryska SFSR, Sovjetunionen
, är en rysk före detta friidrottare som tävlade i längdhopp.
Sosunovs genombrott kom när han blev tvåa vid inomhus VM 1997 i Paris, efter Iván Pedroso, med ett hopp på 8,41. Samma år deltog han vid VM utomhus i Aten där han slutade på tredje plats. Året efter blev han europamästare utomhus när han vann EM-guld i Budapest. 
Han deltog vid två Olympiska spel men både vid Olympiska sommarspelen 2000 och 2004 blev han utslagen i kvalet.

## Personligt rekord
- 8,38 meter - utomhus
- 8,41 meter - inomhus